# Facturatge
El contracte de facturatge és bàsicament, aquell contracte pel qual un comerciant o fabricador cedeix a un factor (empresa de facturatge), els seus drets sobre crèdits a canvi que la societat de facturatge els hi aboni anticipadament, però deduint-ne una comissió.
El facturatge o factoring és un producte financer que els bancs o caixes d'estalvi ofereixen a les empreses. Suposa donar dos serveis: administració de cobraments i finançament. A través d'aquesta operació, una empresa o comerciant contracta a un banc o entitat financera la gestió de tots els seus cobraments i l'avenç dels mateixos en canvi d'un interès.
El facturatge és la prestació d'un conjunt de serveis administratiu-financers que realitza la companyia de facturatge a un Client (empresa venedora), respecte de la facturació a curt termini, originada per la venda de mercaderies o prestació de serveis, i que li cedeix la citada empresa venedora a la companyia de facturatge. Consisteix en la compra dels crèdits originats per la venda de mercaderies a curt termini.

## Utilització
Les PIME (Petita i Mitjana Empresa) poden utilitzar el facturatge per a satisfer les seves necessitats de capital circulant, especialment en els Estats membres en els que l'accés als préstecs bancaris és limitat. El facturatge és atractiu per a les PIME que venen a grans empreses amb elevats nivells de solvència creditícia; els usuaris del facturatge són les PIME dels sectors industrial i de la distribució. El facturatge no és adequat per empreses amb models de pagaments complexos o per les que compten amb una clientela molt àmplia.